# Adwadgi, Shorapur
Adwadgi là một làng thuộc tehsil Shorapur, huyện Gulbarga, bang Karnataka, Ấn Độ.